# Société générale de Belgique
La Société générale de Belgique era il principale gruppo finanziario del Belgio, fondato nel 1822 con il nome olandese Algemeene Nederlandsche Maatschappij ter Begunstiging van de Volksvlijt (in francese: Société Générale pour favoriser l'industrie nationale).

## Storia
La Société générale de Belgique (in neerlandese: Generale Maatschappij van België) è stata la più importante impresa che sia esistita in Belgio.

### La fondazione e il periodo 1822 - 1829
La Société générale fu fondata nel 1822 dal re Guglielmo I dei Paesi Bassi sotto il nome di Algemeene Nederlandsche Maatschappij ter Begunstiging van de Volksvlijt ("Società generale dei Paesi Bassi per la promozione dell'industriosità popolare"). La società è perciò di poco più antica della nazione belga. Non ci sono altri esempi di nazioni il cui sviluppo economico sia stato così intimamente legato a quello di un'impresa privata per un periodo di tempo così lungo.
La stessa famiglia reale, nella persona del re Guglielmo I, sottoscrisse oltre 25.000 azioni e con lui i principali membri delle famiglie dell'aristocrazia del paese: i Baillet, i Van der Elst, i Capouillet, i Meeus, i Van Zuylen e i Van Nyevelt.
La Société générale nelle intenzioni dei fondatori doveva fungere da banco di sconto e credito fondiario. Sotto la forma di una società privata il re Guglielmo I cercava innanzitutto di realizzare le proprietà immobiliari di cui godeva in virtù della Costituzione (come la Foresta di Soignes) e a trovare con gli introiti di queste vendite le risorse per finanziare il debito pubblico del Belgio. Il Re concesse alla Société générale il privilegio di emissione delle banconote per il Belgio e le affidò il compito di tesoreria dello Stato. Non era un'attività molto redditizia ma permise alla Générale di disporre senza costi eccessivi di una rete di succursali in tutto il paese.
La nuova banca svolse un ruolo attivo nel collocamento del debito pubblico, partecipò al finanziamento del programma di grandi opere pubbliche promosso da Guglielmo I e si occupò dello sconto di certe operazioni commerciali. Spesso gli effetti scontati erano rinnovati al termine: si trattava perciò di un intervento indiretto di finanziamento di certe imprese industriali. In particolare nell'Hainaut la Générale utilizzò ampiamente questo tipo di operazioni per finanziare le miniere di carbone in via di meccanizzazione. In questo modo la Société générale partecipò alla rivoluzione industriale belga negli anni venti dell'Ottocento.

### La Rivoluzione del 1830 e gli anni 1830 - 37
Quando scoppiò la rivoluzione belga del 1830, il governatore della Société générale, l'olandese Repelaer van Driel, riguadagnò precipitosamente L'Aja, mentre un direttore, un segretario e vari commissari diedero le dimissioni. Ma l'istituzione rimase. La maggior parte dei direttori si schierarno senza esitazione con il nuovo ordine, benché la Banca sia stata spesso sospettata di simpatie orangiste). Sotto la direzione del nuovo governatore, Ferdinand de Meeûs, la Générale rese vari servizi al giovane Belgio: ne assunse la tesoreria dello Stato, partecipò ai negoziati per i prestiti destinati a consolidarne il bilancio, e nel 1831 aprì una cassa di risparmio che faceva prestito al 4%. La Banca prese il nome francese di Société générale pour favoriser l'industrie nationale.
Si occupò anche dell'emissione delle banconote belghe, assieme alla Banque de Belgique, fino alla creazione della Banca Nazionale del Belgio nel 1850.
Dopo l'indipendenza l'economia belga mancava drammaticamente di sbocchi. Per assicurare le comunicazioni delle miniere di carbone di Charleroi, la Banca finanziò la canalizzazione della Sambre, poi penetrò in territorio francese e costruì con la famiglia Rothschild il canale Sambre-Oise.
Su richiesta del re Leopoldo I nel 1835 la Générale fondò anche una Société de Commerce, specializzata negli anticipi su merci, con l'obiettivo di fare di Anversa un centro del commercio internazionale e di facilitare il collocamento delle merci belghe all'estero.
De Meeûs volle, poi, che la Générale realizzasse la linea ferroviaria Parigi-Bruxelles che avrebbe permesso ai Francesi di intervenire in caso di invasione da parte degli olandesi.
La Banca creò tre centri siderurgici e una dozzina di miniere di carbone. Inoltre si occupò di altri settori industriali: costruzioni meccaniche, agroalimentare, tessile, immobiliare e anche due compagnie di navigazione. le società controllate erano a loro volta quotate alla Borsa di Bruxelles. La trasformazione delle imprese in società anonime permetteva una migliore organizzazione contabile ed amministrativa, un ricorso diretto delle imprese al mercato dei capitali e un'emancipazione dalle compagnie commerciali che fino ad allora erano le principali finanziatrici.
Fra il 1831 e il 1836 la Générale vendette la maggior parte delle proprietà immobiliari per disimpegnare i mezzi finanziari necessari a investire nell'industrializzazione del Belgio. Circa 28.000 ettari, di cui circa la metà a bosco, furono venduti all'asta.

### Le crisi del 1838 e del 1848
Nel 1838 una grave crisi scosse l'economia belga e mise in ginocchio la Banque de Belgique, istituto concorrente della Générale, creato nel 1835 dall'ex-ministro Charles de Brouckère per creare un contrappeso all'egemonia della Générale.
Una nuova crisi si abbatté sul paese nel 1848. Si trattava di una crisi innanzitutto politica: il popolo belga era spaventato dai disordini avvenuti in Francia in occasione della caduta della Monarchia di Luglio. I risparmiatori si precipitarono agli sportelli della Générale e svuotarono la cassa di risparmio; i portatori di banconote ne pretesero il rimborso immediato in moneta metallica. Assediata da tutte le parti, la Générale chiese al governo il corso forzoso delle sue banconote. Il governo acconsentì a condizione che la Banca sospendesse la distribuzione di dividendi fin tanto che fosse durato il corso forzoso. 
D'altra parte, per il governo liberale era giunta l'ora di dotare il paese di una banca d'emissione unificata. Il governo temeva la potenza della Société générale, vero Stato nello Stato. Così nel 1850 fu fondata la Banque nationale de Belgique come banca centrale. da parte sua la vocazione della Générale era ormai diventata prevalentemente industriale.

### 1850 - 1914
Negli anni cinquanta e sessanta dell'Ottocento la Société générale si specializzò in tre campi: l'estrazione del carbone, la siderurgia e le ferrovie. 
In generale, investì in grandi opere ingegneristiche e industriali, come strade, ferrovie e canali, nonché complessi industriali di cui diventa azionista, partecipando attivamente all'industrializzazione del neonato Stato belga.
La Société générale investì anche all'estero. La Générale sviluppò l'attività bancaria in Francia, dove ebbe interessi anche nel settore delle ferrovie a scartamento ridotto. Questa espansione internazionale si accentuò negli anni novanta e la Générale investì in paesi sempre più lontani, in settori sempre più diversificati. Nella siderurgia era presente in Lussemburgo e in Russia. In quello del carbone era attiva in Serbia, Germania, Paesi Bassi. La consociata Banque belge pour l'étranger, fondata nel 1902, creò succursali in Cina, Gran Bretagna, Egitto. Ma il settore principale all'estero erano le ferrovie: le consociate della Générale costruirono ferrovie in Spagna, Messico, Argentina, Cina, Russia. Poco prima della prima Guerra mondiale la Banca prese il controllo in due gruppi operanti quasi esclusivamente all'estero nel settore delle ferrovie, dei tram elettrici e dell'elettricità: la Compagnie mutuelle de tramways (la futura Tractebel) e la Société des chemins de fer secondaires (oggi Compagnie d'Entreprises).
Nel 1914 gli interessi all'estero della Générale rappresentavano la metà del suo portafoglio.
Nel 1906 la Générale si impegnò nello Stato Libero del Congo. (futuro Congo belga) su richiesta di Leopoldo II, re sia del Belgio che del Congo. In società con investitori inglesi e americani, la Société générale creò tre consociate, che furono le più importanti imprese industriali del Congo:
- l'Union Minière du Haut Katanga (oggi Umcore), che eserciva le miniere di rame, oro, stagno e cobalto;
- la Société internationale forestière et minière du Congo (abbreviata Forminière), specializzata dell'estrazione dei diamanti;
- la Compagnie du chemin de fer du bas-Congo au Katanga, incaricata di costruire la ferrovia dal Katanga a Léopoldville.

All'inizio del Novecento la compagnia prese il nome con cui è ricordata, Société générale de Belgique.

### 1918 - 1928
Nel 1928 la Société générale assorbì la Banque d'Outremer, che era stata fondata nel 1899 ed era diventata la seconda potenza finanziaria del paese. Questa operazione rafforzò ulteriormente il ruolo preponderante della Générale nell'economia del Belgio e del Congo. Attraverso un sistema di partecipazioni a cascata la Générale era ormai la seconda azionista dell'Union minière dopo il governo della Colonia. Inoltre controllava le tre principali linee ferroviarie del Congo, la totalità della produzione congolese di rame, di diamanti, di radio, di cemento e una parte di quella di oro.

### La crisi degli anni 1930
La crisi del 1929 fece sentire i suoi effetti anche in Europa Occidentale, dopo aver messo in ginocchio le economie della Germania e dell'Europa Orientale: dopo che la Gran Bretagna ebbe abbandonato il tallone aureo (1931), anche le borse europee affondarono. In Belgio la Générale partecipò alle misure prese dal governo per fermare il panico: sottoscrisse il "sindacato del miliardo", un organismo creato dai principali istituti di credito per cercare di regolare il corso di borsa, comprando temporaneamente titoli. E anche fuori dal "sindacato" la Générale rastrellò titoli deprezzati per evitare la rovina delle proprie controllate. Inoltre, su richiesta delle autorità pubbliche, partecipò al salvataggio di industrie e banche in crisi, estranee al gruppo. Tuttavia, a causa della crisi le industrie non riuscivano a rimborsare i prestiti ricevuti. Così la Générale si trovò paralizzata dai crediti inesigibili finché lo Stato non ne prese una parte a suo carico, nel 1934.
Parallelamente, nello sforzo di proteggere il risparmio, il parlamento impose nel 1934 lo scioglimento delle banche universali e la separazione fra banche e industrie: le banche di deposito non potevano più detenere partecipazioni nelle imprese industriali. 
Conseguentemente, la Société générale conferì le proprie attività bancarie a una nuova società, la Banque de la Société générale de Belgique (divenuta in seguito Générale de Banque e poi Fortis e infine BNP Paribas Fortis). 
L'anno successivo, sotto la pressione dei socialisti entrati nella coalizione di maggioranza, il governo istituì la Commission bancaire come autorità di vigilanza sulle banche, poi estesa ad assicurazioni e mercati finanziari.
Perciò, a partire dal 1934 la Société générale de Belgique non fu più una banca, bensì una holding industriale e finanziaria con partecipazioni diversificate in vari settori: carbone e siderurgia come nell'Ottocento, ma anche trasporti, chimica, tessile, cemento, costruzioni metalliche.

### Il Dopoguerra
Nel contesto sociopolitico del Dopoguerra la Générale era in prima linea nella lotta ideologica fra capitalismo, comunismo e socialdemocrazia. Essa era il simbolo stesso dell'impresa privata in un'epoca in cui si parlava di nazionalizzazioni, di crescente intervento dello Stato nell'economia, di programmazione economica.
Negli ambienti di sinistra la Société générale era accusata di essere insieme l'archetipo del capitalismo disumano, ossessionato dalla sete di denaro, e nello stesso tempo di essere un ente burocratico e rigido, allergico all'innovazione.
In ogni modo, la Società continuò ad avere un ruolo fondamentale nell'economia belga in molti settori industriali: la siderurgia e la metallurgia dei metalli non ferrosi, l'industria cartiera, quella vetraria e quella del cemento, la produzione e distribuzione di elettricità.
In Congo, tuttavia, le imprese del gruppo conobbero un'età d'oro negli anni cinquanta. Esse contribuivano alle entrate della Société générale per una metà circa.

### 1959 - 1969
Gli anni dal 1959 al 1961 furono di transizione per l'economia belga. La crisi del carbone portò alla chiusura anticipata dei pozzi valloni. In questa situazione la Générale dovette tener conto da un lato delle esigenze della Comunità europea del carbone e dell'acciaio, che chiedeva un risanamento accelerato del settore su scala europea, e dall'altro lato delle autorità belghe, che davano la precedenza alle conseguenze sociali della chiusura delle miniere.
La Générale aprì un nuovo complesso siderurgico sulla riva del mare, a Selzaete, vicino a Gand (progetto Sidmar).
Inoltre, per recuperare l'arretratezza tecnica che ormai si era determinata nei confronti delle imprese americane, furono costituite numerose imprese in compartecipazione: quasi tutte le filiali della Générale crearono delle joint venture con dei partners americani. Queste imprese furono nella maggior parte dei casi effimere, ma contribuirono alla riconversione economica delle regioni toccate dalla crisi del carbone.
Negli anni sessanta si procedette ad una serie di concentrazioni fra imprese dello stesso settore. Nel 1964 si fusero la Banque de la Société générale de Belgique, la Société belge de banque e la Banque d'Anvers; nel 1961 le imprese del settore vetrario diedero vita alla Glaverbel; nel 1960 si fusero le imprese di costruzioni elettriche; fra il 1955 e il 1966 si fusero le imprese siderurgiche nella Cockerill.
In questo periodo le attività finanziarie accrebbero la loro importanza, mentre le consociate africane perdevano importanza in seguito all'indipendenza del Congo nel 1960 e alla nazionalizzazione delle miniere di rame nel 1967.

### La crisi economica degli anni Settanta
La crisi economica degli anni settanta fu innanzitutto energetica. Essa cominciò con l'impennata dei prezzi petroliferi nel 1973. A ciò si aggiungeva l'inflazione galoppante. Verso il 1974 iniziò anche la recessione industriale.
La Générale, le cui entrate provenivano per buona parte dall'industria pesante, si trovò a sostenere imprese del gruppo afflitte da perdite ricorrenti. Fu perciò inevitabile affrontare grossi cambiamenti strutturali. La holding pagava il prezzo del suo ruolo "quasi istituzionale" e quando riuscì a liberarsi dal settore siderurgico, non poté evitare forti critiche da parte dei politici e dei sindacati.

### Gli anni Ottanta
Gli anni ottanta furono segnati dallo sforzo di risanamento dopo la crisi. Fu perciò ridefinita la strategia industriale del gruppo e si decise che gli assi dello sviluppo sarebbero stati l'internalizzazione, la dismissione delle partecipazioni non strategiche e il riposizionamento in settori portanti. 
Le imprese dei settori tradizionali del gruppo furono raccolte sotto delle holding di settore (principalmente Tractebel e la Banque), mentre il gruppo entrò in settori nuovi: il trading, l'elettronica, i media (questi in associazione con il Groupe Bruxelles Lambert). Invece si liberò delle partecipazioni "storiche" come quelle nella Fabrique Nationale (armi), nella Banque nationale de Belgique, nella Arbed (acciaierie), nella CFE (cantieri navali e edilizia), nella Pabeltec (cartiera).
L'azionariato divenne sempre più diffuso e questo rese la governance instabile.
Nel gennaio 1988 l'imprenditore italiano Carlo De Benedetti annunciò la propria intenzione di lanciare un'OPA su di una parte del capitale della Société générale de Belgique, di cui intendeva diventare il maggior azionista. De Benedetti agiva attraverso una controllata francese, la Cerus, diretta da Alain Minc. L'imprenditore italiano aveva la fama di "risanatore" di imprese in crisi, come aveva fatto in Italia con la Olivetti e in Francia con la Valeo (componentistica auto). 
La direzione della Société générale de Belgique, ovvero René Lamy, Jacques van der Schueren e Étienne Davignon, si opposero all'operazione e cercarono di procedere velocemente a un aumento di capitale per "diluire" la partecipazione già acquisita da De Benedetti. Parallelamente, Davignon cercò di creare un "nocciolo duro" di azionisti stabili. Alla fine il "cavaliere bianco" fu trovato nel gruppo francese Suez, che divenne l'arbitro della vicenda. Al termine di una battaglia borsistica, Suez prese il controllo della holding belga con l'appoggio di una nuova coalizione di azionisti belgi, guidati dalla compagnia d'assicurazioni AG.

### La fusione nel gruppo Suez
Gli insuccessi del gruppo Suez nei settori bancario e immobiliare, resero la partecipazione nella Générale un elemento sempre più importante del suo patrimonio. Si decise allora di dare un orientamento decisamente industriale alla Suez e nel 1997 il gruppo si fuse con la Lyonnaise des Eaux per creare un grande gruppo internazionale specializzato nelle infrastrutture idriche, elettriche e igieniche.
Nel 1998 il gruppo Suez lanciò una offerta pubblica di scambio sulle azioni della Société générale in circolazione. Il Gruppo cercava di semplificare il proprio organigramma, eliminando un livello intermedio, considerato inutile. Cercava chiaramente di limitare il gruppo Générale alla sua partecipazione nella Tractebel, la filiale specializzata nel settore energetico. Nel 2003, l'azionista unico della Société générale de Belgique, ovvero il gruppo Suez-Lyonnaise des eaux, la fuse con la e la Tractebel. La nuova società si chiamò Suez-Tractebel, poi confluita nel 2008 nella Engie.